# Matthäus Haid
Matthäus Franz Haid (Speyer), 28 de fevereiro de 1853 — Speyer, 5 de novembro de 1919 foi um geodesista e geofísico alemão.
Foi Universidade de Karlsruhe.